# Clipper (bilmärke)

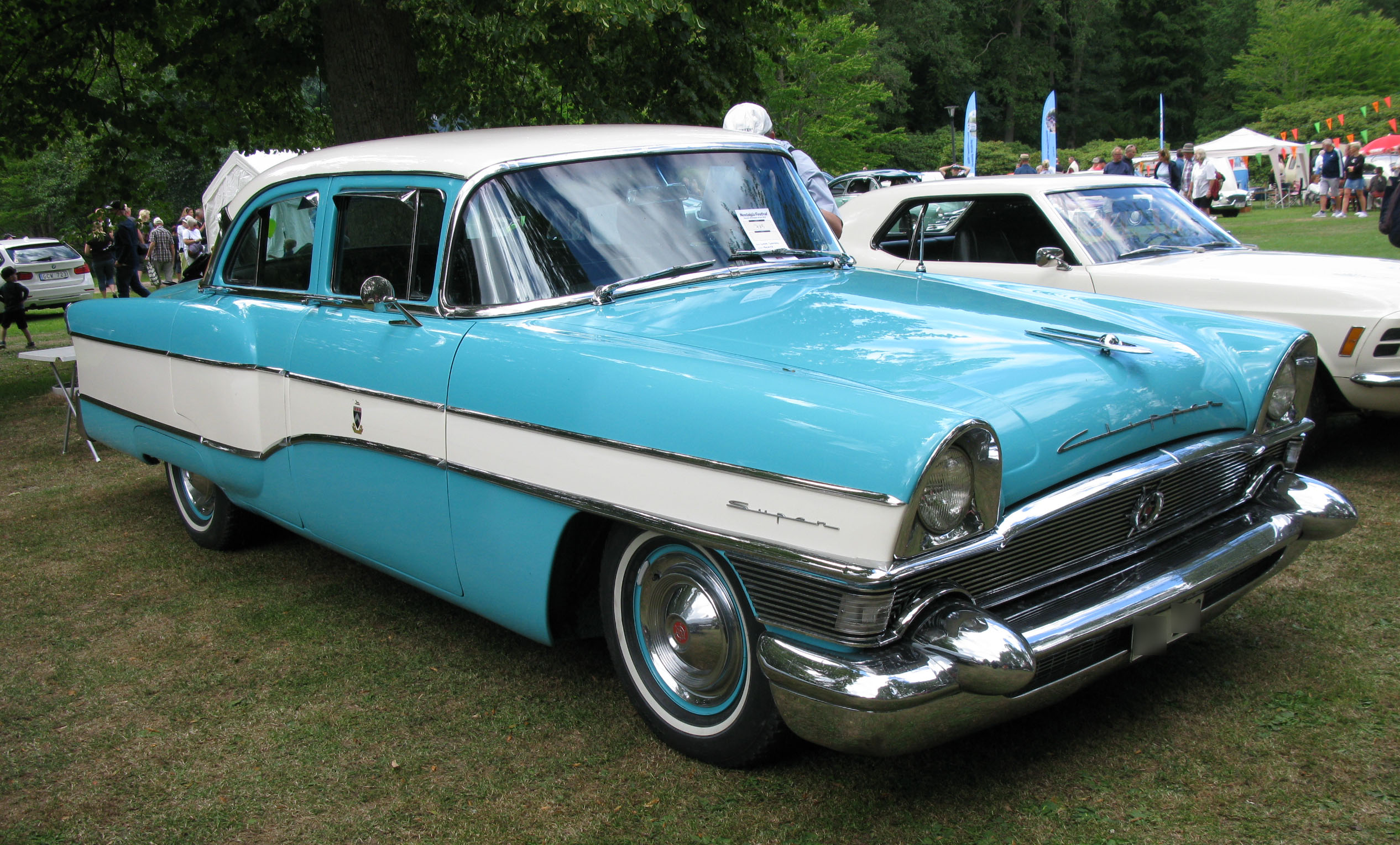
Clipper Super 1956

Clipper var ett bilmärke som byggdes av den amerikanska biltillverkaren Studebaker-Packard Corp i Detroit, Michigan mellan 1955 och 1956.
Packard hade introducerat modellnamnet Clipper till modellåret 1941 på en bil med helt ny formgivning, som bröt med företagets tidigare så traditionella stil. 1953 återkom namnet Clipper på Packards minsta modeller, avsedda att konkurrera med mellanklassmärken som Dodge, Mercury och Oldsmobile och till modellåret 1956 blev Clipper ett eget bilmärke.
Åtgärden kom dock för sent för att hjälpa upp Packards försäljningssiffror och ledning beslutade sig för att stoppa produktionen i Detroit och flytta till Studebakers fabrik i South Bend, Indiana. Till 1957 var Clipper åter ett modellnamn på Packard-bilar, nu med Studebaker-kaross.